# Vintage (album de Canned Heat)
Pour les articles homonymes, voir Vintage (homonymie).
Albums de Canned Heat
Future Blues (album de Canned Heat)
(1970) Canned Heat '70 Concert Live in Europe
(1970)
Vintage, sorti en 1970, est le sixième album du groupe de blues rock américain Canned Heat. L'album est produit par Johnny Otis, légende du rythm & blues. Même si l'album a été enregistré en 1966, il n'est sorti qu'en 1970, quand le groupe connaît un gros succès. Vintage comprend deux versions du classique Rollin' and Tumblin' : l'une avec et l'autre sans harmonica. Il s'agit aussi du seul album sur lequel Stuart Brotman joue de la basse.

## Liste des pistes[1]

### Face A
1. Spoonful (Willie Dixon) – 2:30
2. Big Road Blues (Canned Heat) – 2:08
3. Rollin' and Tumblin' (Muddy Waters) – 2:17 sans harmonica
4. Got My Mojo Working (M. Morgenfield) – 2:44
5. Pretty Thing (Dixon) – 2:01

### Face B
1. Louise (Chester Burnett) – 3:07
2. Dimples (John Lee Hooker) – 2:21
3. Can't Hold on Much Longer (W. Jacobs) – 2:32
4. Straight Ahead (Canned Heat) – 2:35
5. Rollin' and Tumblin' (Waters) – 2:07 avec Alan Wilson à l'harmonica

## Personnel
Canned Heat
- Bob Hite – chant
- Alan Wilson – guitare slide, chant, harmonica
- Henry Vestine – guitare
- Stuart Brotman – basse
- Frank Cook – batterie

Production
- Johnny Otis – Producteur